# Onliner.by
Onliner.by (стилизуется как Onlíner) — белорусский сайт, включающий в себя СМИ, маркетплейс товаров и услуг, а также форум. Является независимым, негосударственным медиа и первоначально позиционировал себя как платформу, на которой каждый белорус может высказать своё мнение и решить насущные проблемы. Портал получил регистрацию в качестве СМИ 26 августа 2019 года.
По данным исследовательской компании Gemius, в 2020 году портал охватывал 52,08 % белорусской интернет-аудитории. В 2019 году сайт имел самый высокий рейтинг свободы от пропаганды среди всех медиа страны. Согласно статистике, 60 % его аудитории представляют люди в возрасте от 25 до 34 лет.

## История

### Блог (2001—2005)
Онлайнер запустил в 2001 году Виталий Шуравко, первоначально — как блог, посвящённый мобильным телефонам и связи. Уже в 2002 году Онлайнер получил награду «Проект года» на Белорусском Интернет Форуме, а основателя сайта выбрали Человеком года. На тот момент сайт ежедневно посещали 15000 человек. В апреле 2003 года на сайте был сформирован каталог с информацией об устройствах, продавцах и ценах, чуть позже на сайте был запущен форум. Позднее темы веток форума (банкинг, автопроисшествия, недвижимость, конфликты, финансы) были использованы для создания отдельных разделов сайта. К лету 2003-го в каталог помимо мобильных устройств включили домашнюю бытовую технику и электронику, к 1 июля на сайте было опубликовано свыше 254 тыс. объявлений.

### Digital Lifestyle (2005—2012)
В 2005 году был зарегистрирован ЧУП «Онлайнер», пост директора заняла супруга Виталия Шуравко Ксения. В том же году Онлайнер разместил слоган Digital Lifestyle на главной странице, к этому моменту он уже превратился в многофункциональный портал. Поскольку сайт носил в первую очередь развлекательный характер, контент отличался большим количеством иллюстраций и простым языком текстов. Постепенно статьи двигались в сторону усложнения, стал набирать популярность жанр лонгридов и фоторепортажей от собственных корреспондентов.
В конце 2000-х на портале были запущены несколько новых разделов, включая онлайн-классифайд недвижимости и автомобилей. В 2010 году раздел, посвящённый автотематике, выделился в отдельную редакцию, в течение года его аудитория превысила 50 тыс. уникальных посетителей в день. В начале 2011-го раздел недвижимости, а в конце года — финансы также отделились в самостоятельные редакции.

### Независимое медиаиздание (с 2012)

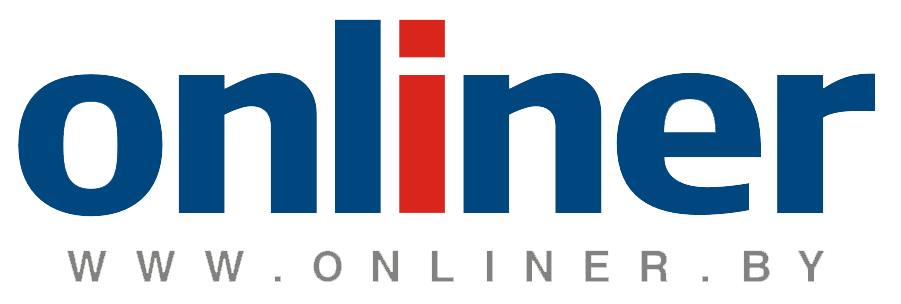
Логотип сайта до 2021 года (менялись лишь тон цветов и надпись в нижней части)

За десять лет портал развился в полноценное независимое медиаиздание с отдельной секцией новостей, фото и видео репортажами, собственными журналистскими расследованиями. В 2012 году Онлайнер отказался от приставки Digital Lifestyle и объявил о переходе к концепции многопрофильного информационного портала. К февралю 2013-го аудитория сайта составляла почти 500 тыс. уникальных посетителей в сутки. По статистике gemiusAudience Онлайнер вышел на первое место, а его аудитория в 1,5 раза превысила аудиторию «Комсомольской правды». Редакция стала развивать региональные сайты с темами, актуальными для местных сообществ. В 2013 году портал стал 9 из 10 самых популярных ресурсов среди белорусских пользователей Интернета. В том же году на благотворительном аукционе ООО «Онлайнер» приобрело доменное имя online.by за 100 млн белорусских рублей.
В 2015 году Онлайнер стал вторым по посещаемости новостным сайтом в Байнете. К марту 2018 на сайте ежедневно выходило свыше 300 публикаций, значительную часть из которых составлял пользовательский контент. Портал стал самым посещаемым маркетплейсом в Байнете, его ежемесячная аудитория составляла 1,4 млн посетителей, а число просмотров превысило 11 млн страниц в сутки. К декабрю 2019 сайт достиг отметки в полмиллиона зарегистрированных пользователей.
Первым в Байнете Онлайнер стал развивать направление видеорепортажей и документальных фильмов, выбирая темы и сюжеты, которые не могло бы освещать государственное телевидение. С момента запуска в 2013 году, уже к 2019-му Youtube канал портала набрал 375 тыс. подписчиков. К 2020-му году все пять основных разделов сайта имели собственную редакцию, аудитория портала превысила 1 млн уникальных посетителей в сутки. В 2020 году компания в сотрудничестве с белорусским банком «МТБанк» бизнесмена Алексея Олексина запустила собственную систему онлайн-платежей и совместный банковский продукт, дающий пользователю торговых площадок Онлайнера ряд преимуществ перед покупкой непосредственно в интернет-магазинах.
Во время протестов в Беларуси 2020—2021 года журналисты Onliner.by детально освещали как происходящее на улицах, так и прочую деятельность противоборствующих сторон конфликта. В 2021 году, в то время как несколько крупных независимых белорусских СМИ были ликвидированы властями, портал отключил комментарии на сайте, обосновав это большей безопасностью для сотрудников редакции и читателей, а затем главный редактор Николай Козлович и несколько журналистов покинули сайт. В ноябре 2021 года редакция сайта, признав невозможность «задавать вопросы всем» и сохранять плюрализм мнений, объявила о «перезапуске» общественно‑политического раздела «Люди», который с тех пор начал «заниматься историями обычных людей <…> в иерархии страны», а также о создании раздела «Лайфстайл» с такими темами, как здоровье, психология, отношения, культура и мода.
Главный редактор с 2009 по 2015 год: Денис Блищ.

## Давление на СМИ
Хотя редакция подчёркивала позицию портала «вне политики», Онлайнер неоднократно сталкивался с разного рода давлением со стороны правительства Беларуси. 20 декабря 2014 года Онлайнер был заблокирован властями и исключён из национальной доменной зоны. Хотя блокировке были подвергнуты несколько десятков других ресурсов, только о ситуации с Онлайнером власти дали официальное подтверждение. Официальным предлогом послужило нарушение торгового законодательства, однако подавляющее большинство независимых экспертов напрямую связывало блокировку с политикой давления на независимые СМИ и государственным преследованием свободы слова при режиме Александра Лукашенко. Порталу удалось возобновить деятельность в домене by в январе 2015-го.
В мае 2017-го Роскомнадзор вынес Онлайнеру предупреждение о возможной блокировке в зоне ru. Причиной послужили комментарии анонимных пользователей на форме сайта, которые могли быть трактованы как оскорбление чувств верующих.
В июне 2019 редакция получила письмо с угрозой взорвать офис, ответственность за инцидент взяла на себя группировка, которая уже сообщала о заложении бомб в нескольких минских торговых и офисных центрах. Позднее в том же году сервера портала подверглись мощной DDoS-атаке.
Во время президентской кампании 2020 года, перед выборами и в последующие недели протестов корреспондентов Онлайнера неоднократно задерживали сотрудники силовых структур, журналистам разбивали технику. Во время освещения протестов в Беларуси 17 октября 2020 года была задержана журналистка Дарья Спевак; 19 октября 2020 года суд Октябрьского района Минска присудил ей 13 суток административного ареста.
Руководство некоторых государственных предприятий прямо запрещало сотрудникам посещать сайт. Сам портал несколько раз блокировался и часто был недоступен.